# Pseudohadena arenacea
Pseudohadena arenacea is een vlinder uit de familie uilen (Noctuidae). De wetenschappelijke naam is voor het eerst geldig gepubliceerd in 1995 door L. Ronkay, Varga & Fabian.
De soort komt voor in Europa.